# PLER KC Budapest
Maillots
Dernière mise à jour : 26 octobre 2020.

Logo de l'Elektromos SE

Le PLER KC Budapest est un club masculin de handball, situé à Budapest en Hongrie. 
Fondé en 1927 sous le nom d'Elektromos SE, il remporte quatre titres de Champion de Hongrie ainsi que quatre Coupe de Hongrie entre 1969 et 1997.
Le club fusionne en 2000 avec le Pestszentlőrinc SC, fondé en 1984 et promu dans le Championnat de Hongrie en 1999, puis en 2003 avec le Rév KC pour devenir le PLER KC, acronyme de Pestszentlőrinc-Elektromos-Rév Kézilabda Club.
Le club évolue alors en première division jusqu'en 2016, année de sa relégation en deuxième division, et depuis 2023.

## Palmarès
Le palmarès historique du club, principalement acquis par l'Elektromos SE, est :
| Compétitions nationales |
| - Championnat de Hongrie - Vainqueur (4) : 1969, 1970, 1971, 1991 - Deuxième : 1968, 1974, 1979, 1992, 1993, 1995 - Coupe de Hongrie - Vainqueur (4) : 1976, 1980, 1981, 1997 - Finaliste : 1953, 1978, 1994, 1998, 2011 |

## Personnalités liées au club
- Zsolt Balogh : de 2005 à 2012
- Rudolf Faluvégi : de 2010 à 2012
- Gergely Harsányi : de 1999 à 2009
- Attila Horváth : élu meilleur handballeur de l'année en Hongrie en 1991
- Mihály Kovács : élu meilleur handballeur de l'année en Hongrie en 1985 et 1986
- Filip Lazarov : de 2006 à 2007
- Máté Lékai : de 2004 à 2010
- Károly Vass : élu meilleur handballeur de l'année en Hongrie en 1974
- Sándor Vass : élu meilleur handballeur de l'année en Hongrie en 1971
- Antal Újváry : dans les années 1930